# Bruch an der Eichkanzel im Reinhardswald
Der Bruch an der Eichkanzel im Reinhardswald ist ein Naturschutzgebiet im gemeindefreien Gebiet Gutsbezirk Reinhardswald im Landkreis Kassel, Hessen.

## Allgemeines
Das Naturschutzgebiet mit der Gebietsnummer 1633029 ist circa 17,5 Hektar groß. Das Gebiet steht seit dem 12. Mai 1992 unter Naturschutz.

## Beschreibung
Das Naturschutzgebiet liegt nordöstlich von Kassel im Naturpark Reinhardswald. Es stellt eine anmoorige Hochfläche östlich des Junkernkopfes im Reinhardswald unter Schutz. Der östliche Bereich des Naturschutzgebietes wird überwiegend von einem Birkenbruchwald eingenommen, der westliche Bereich ist durch Offenland charakterisiert. Hier siedeln unter anderem Torfmoose, Rundblättriger Sonnentau, Scheidiges und Schmalblättriges Wollgras, Pfeifengras, Rauschbeere und Preiselbeere. Im Bereich des Naturschutzgebietes sind mehrere kleine Tümpel zu finden. Sie sind Lebensraum unter anderem für verschiedene Libellen. Das Naturschutzgebiet ist von weiteren Offenland- sowie bewaldeten Flächen umgeben.